# Gabinet Reuter
El Gabinet Reuter va formar el govern de Luxemburg del 28 de setembre de 1918 al 20 de març de 1925.
Va ser el resultat de les eleccions legislatives del 28 de juliol i del 4 d'agost de 1918 de la Cambra de Diputats. Es va reorganitzar el 5 de gener de 1920, com a resultat de les eleccions del 26 d'octubre de 1919. Hi va haver una altra reorganització més el 15 d'abril de 1921, quan els liberals van abandonar el govern.

## Composició

### 28 de setembre de 1918 a 5 de gener de 1920
- Émile Reuter: Primer Ministre, Cap de govern, Ministre d'Afers Exteriors i de l'Interior
- Nikolaus Welter: Ministre d'Educació
- Auguste Liesch: Ministre d'Obres Públiques i Justícia
- Alphonse Neyens: Ministre de Finances
- Eugène Auguste Collart: Ministre d'Agricultura, d'Indústria i Treball

### 5 de gener de 1920 a 15 d'abril de 1921
- Émile Reuter: Primer Ministre, Cap de govern, Ministre d'Afers Exteriors i de l'Interior
- Nikolaus Welter: Ministre d'Educació i d'Obres Públiques
- Alphonse Neyens: Ministre de Finances
- Raymond de Waha: Ministre d'Agricultura i Seguretat Social
- Antoine Pescatore: Director General de Comerç, Indústria y Treball

### 15 d'abril de 1921 a 20 de març de 1925
- Émile Reuter: Primer Ministre, Cap de govern, Ministre d'Afers Exteriors
- Alphonse Neyens: Ministre de Finances
- Raymond de Waha: Ministre d'Agricultura, Indústria i Seguretat Social
- Guillaume Leidenbach: Ministre de Justícia i d'Obres Públiques (va dimitir el 14 de març 1923; var ser nomenat Guillaume Soisson: Ministre d'Obres Públiques
- Joseph Bech:Ministre de l'Interior i Educació